# Voiture voyageurs réservée aux femmes

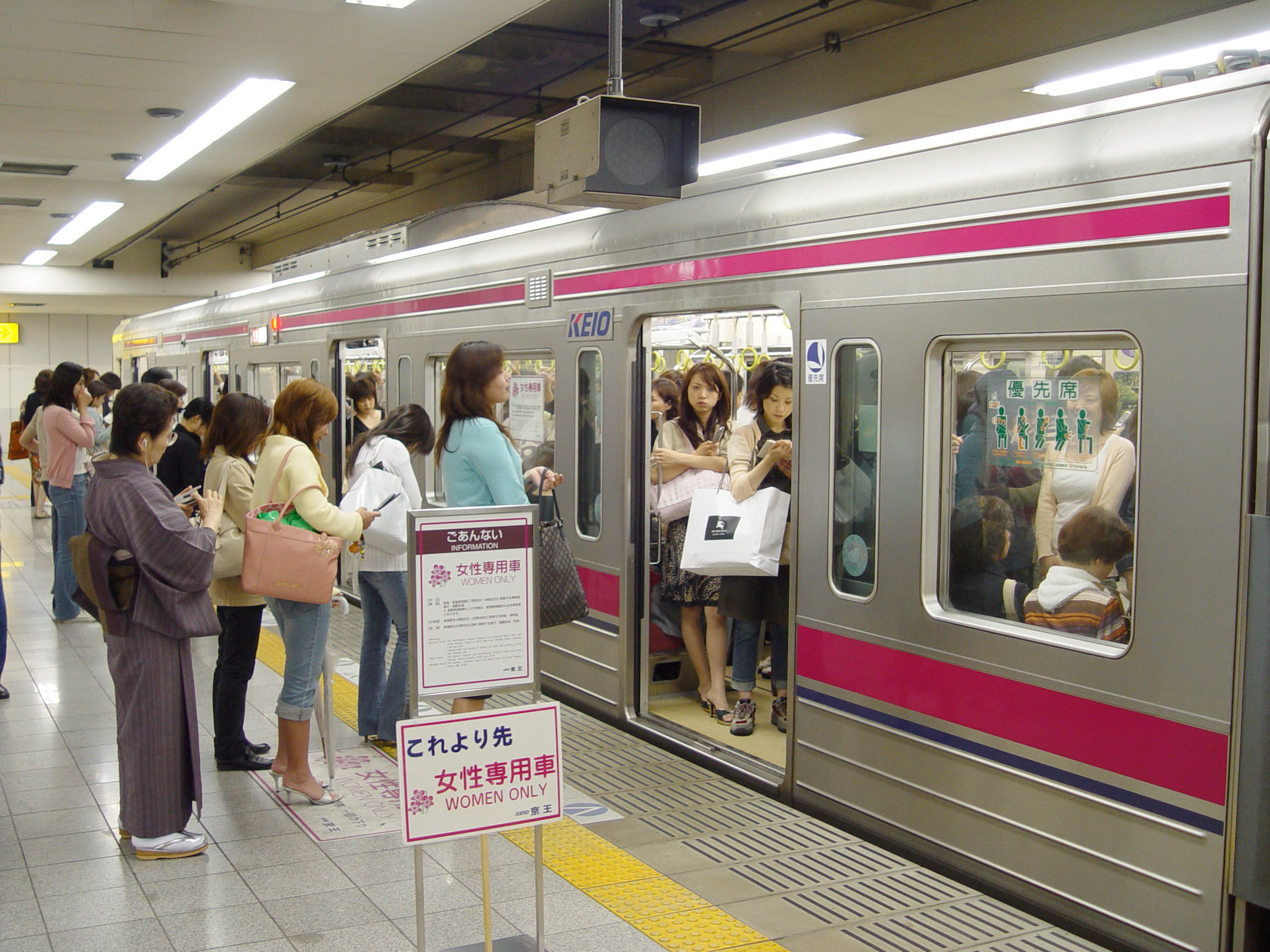
Passagères attendant d'embarquer dans une voiture réservée aux femmes sur la ligne Keiō à la gare de Shinjuku (Tokyo).

Les voitures pour passagers réservées aux femmes sont des voitures de train ou de métro où ne peuvent monter que des voyageuses. Ces voitures témoignent de la séparation des sexes dans certaines sociétés. Elles peuvent contribuer à protéger les passagères du harcèlement sexuel ou d'agressions comme les attouchements.
Ce système s'étend parfois à d'autres réseaux de transports (taxis, bus...).

## Afrique

### Égypte
Toutes les rames du métro du Caire comprennent deux voitures, au milieu (les quatrième et cinquième) réservées aux femmes (la cinquième voiture devient mixte après 21 h). Ces voitures sont à disposition des femmes qui ne souhaitent pas voyager aux côtés des hommes ; néanmoins, les passagères peuvent aussi monter dans des voitures mixtes. Ce dispositif est mis en place pour protéger les femmes face au harcèlement sexuel des hommes.

## Amérique

### Brésil

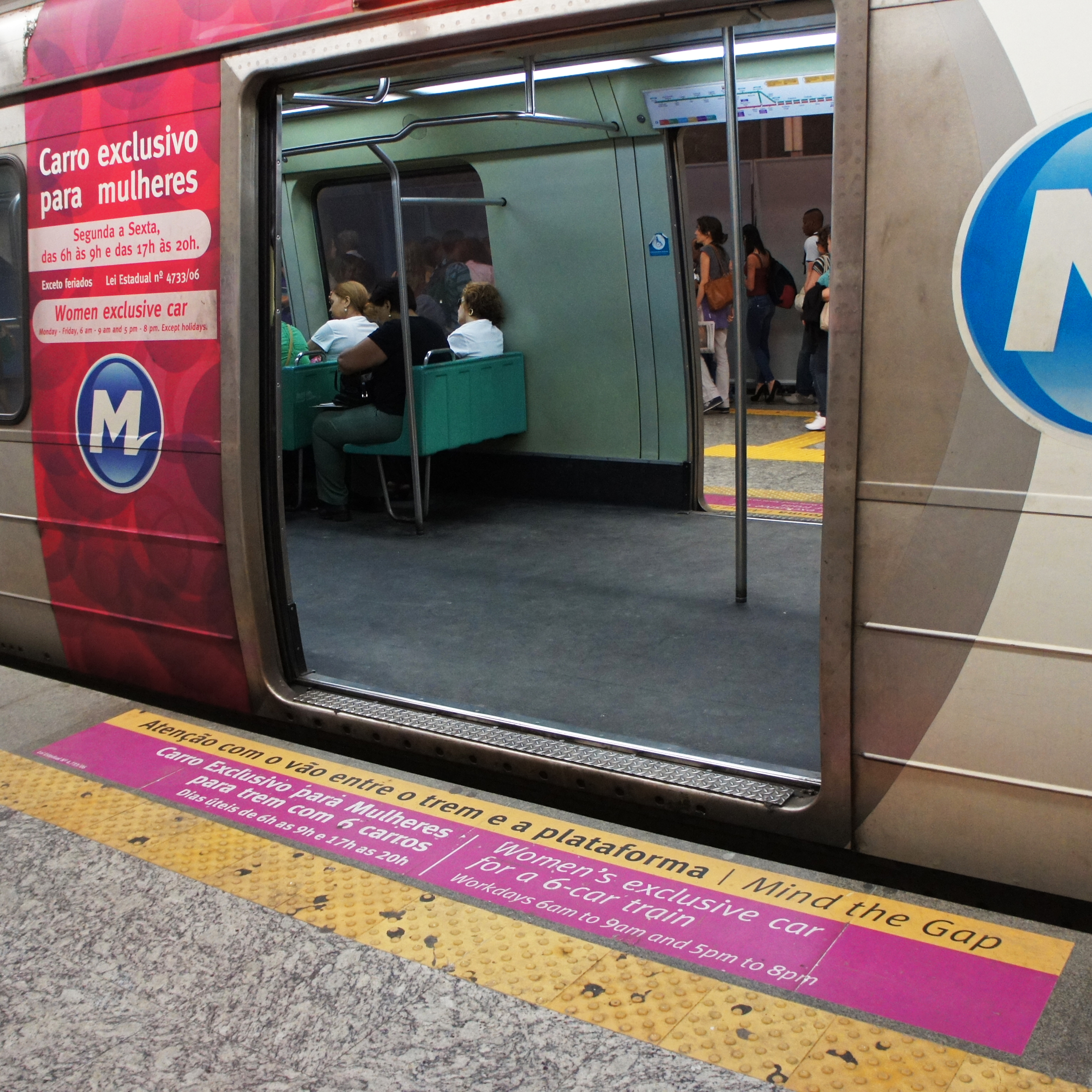
Une voiture pour femmes sur la ligne 1 du métro de Rio de Janeiro en janvier 2013.

En avril 2006, le métro de Rio de Janeiro met en place des voitures pour femmes en exécution d'une loi de l'État. Celle-ci, votée le mois précédent, impose la mise à disposition de voitures pour femmes pour éviter le harcèlement sexuel. Les rames ou convois de six voitures doivent inclure une voiture peinte en rose, à l'usage exclusif des femmes ; ces restrictions s'appliquent du lundi au vendredi aux heures de pointe, entre 6 heures et 9 heures le matin et entre 17 h et 20 h en soirée. La police du métro veille à empêcher les hommes de monter à bord de ces voitures et un marquage au sol indique le point d'embarquement des voitures pour femmes.
Une mesure similaire était en vigueur dans le métro de São Paulo entre octobre 1995 et septembre 1997, mais la Companhia Paulista de Trens Metropolitanos a décidé d'y mettre fin après les réclamations des couples mariés et pour éviter tout risque d'infraction à l'article 5 de la constitution du Brésil, qui garantit l'égalité entre les citoyens.

### Mexique
Des bus réservés aux femmes sont établis à Mexico en 2008. Le métro de Mexico comporte des voitures pour femmes. La ville compte également des taxis et bus pour femmes appelés la « ligne rose ». Actuellement[Quand ?], les bus et les taxis ont tous disparu.

### États-Unis d'Amérique
En 1909, la Women's Municipal League demande des voitures réservées aux femmes à Interborough Rapid Transit Company (IRT) de New York. Alors que IRT rejette la proposition, le Port Authority Trans-Hudson offre des voitures réservées aux femmes entre New York et Jersey City d'avril à juillet 1909. Le service a été relancé en 1958, mais il a cessé par la suite.

## Asie

### Émirats arabes unis
Dans le réseau de métro à Dubaï, toutes les rames comportent une voiture réservée aux femmes et aux enfants entre 7h et 9 heures du matin et entre 17h et 20 heures les jours de semaine. Les hommes qui embarquent dans la voiture pendant ces horaires doivent payer une amende de 100 dirham (soit un peu plus de 27 dollars américains). Les espaces pour femmes consistaient auparavant en une demi-voiture portant une ligne de séparation. Chaque jour, environ 98 amendes sont infligées à des passagers montant à bord des voitures pour femmes.

### Inde

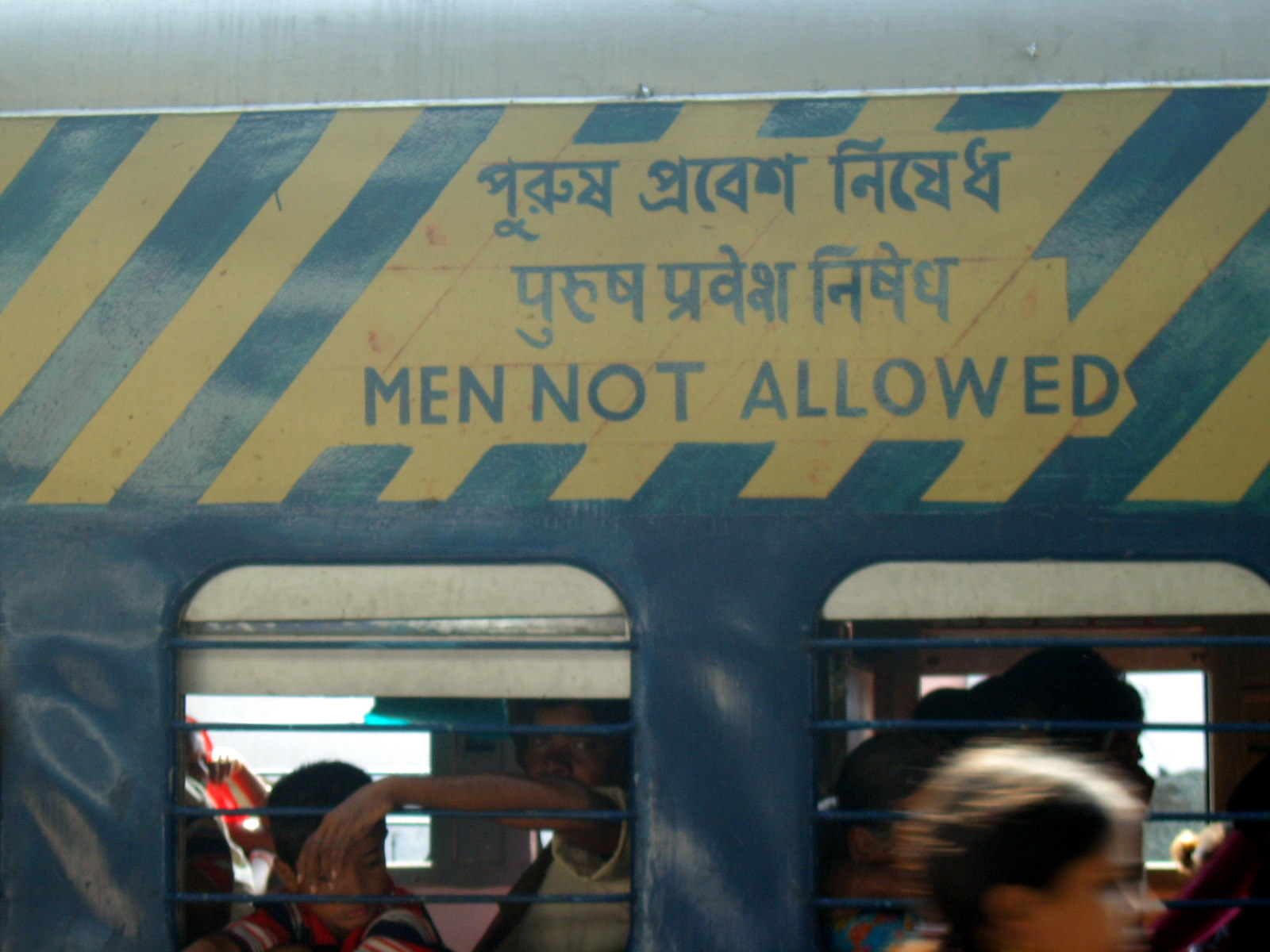
Voiture réservée aux femmes en Inde.

À Bombay, tous les trains de banlieue sont dotés de compartiments réservés aux femmes, même si les enfants en âge d'aller à l'école peuvent aussi y monter. Deux compartiments sont réservés aux femmes pendant 24 heures et un autre leur est réservé à des horaires spécifiques. Les compartiments pour femmes sont des voitures de première et deuxième classe. Aux heures de pointe, il existe aussi trois ou quatre rames entièrement réservées aux femmes. Comme le nombre de voyageuses a doublé dans les années 2000, la demande est forte pour de type de service. De nombreux trains présentent des compartiments pour femmes comme, entre autres, le métro de Bombay et le métro de Delhi. Ce mouvement a aussi conduit à l'établissement de taxis pour femmes : les tuk-tuk roses (en).

### Indonésie

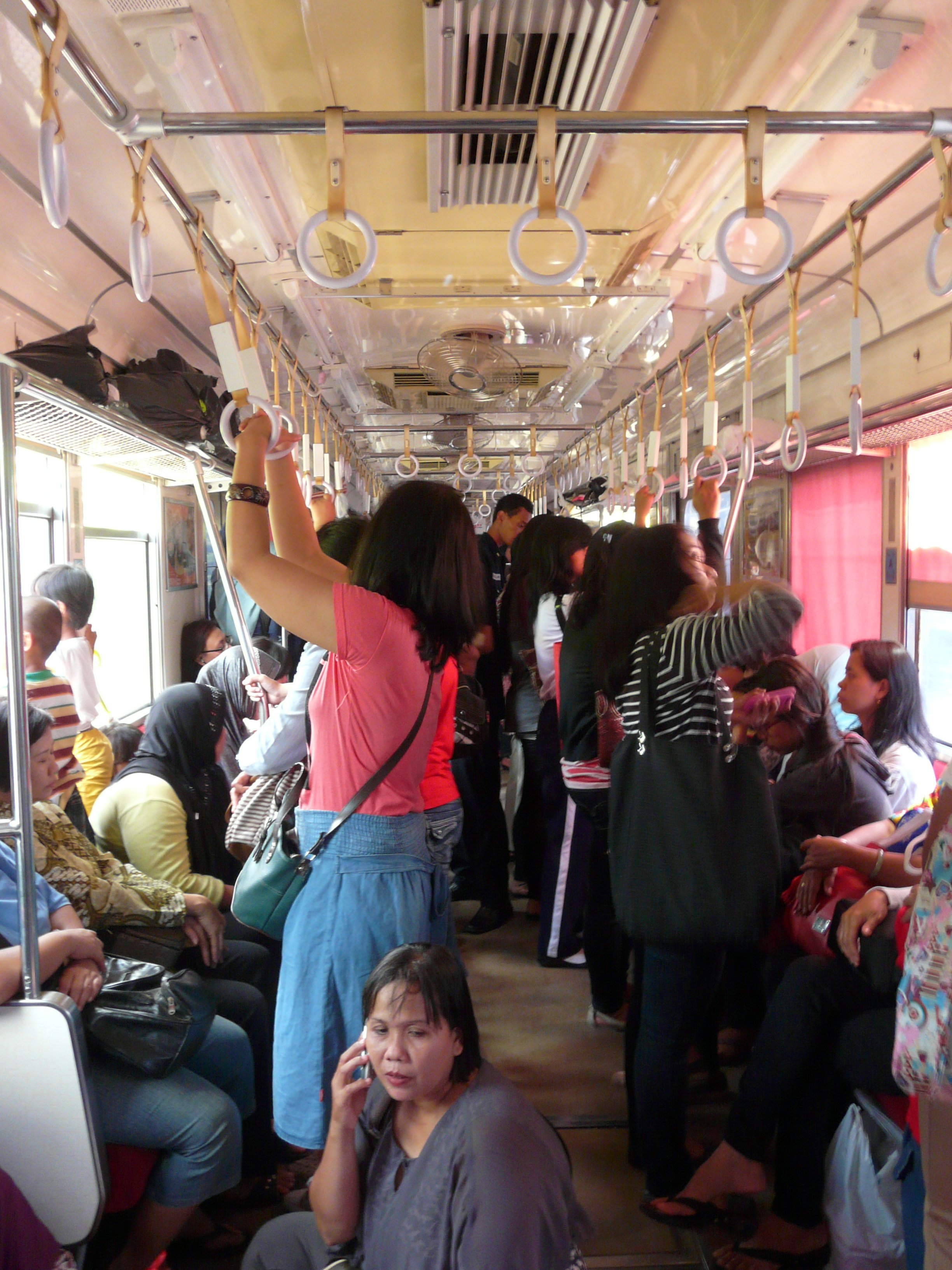
Intérieur d'une voiture réservée aux femmes à bord d'un train de banlieue dans le secteur de Jakarta en novembre 2011.

À partir de 2010, une société indonésienne de chemins de fer, la Compagnie des chemins de fer indonésiens, a ouvert des compartiments pour femmes à bord de certains trains de banlieue du réseau KRL Commuterline dans l'aire métropolitaine de Jakarta face aux nombreux signalements de harcèlement sexuel dans les lieux publics, y compris les trains de banlieue et les bus.
Les compartiments pour femmes des trains de banlieue, situés à chaque extrémité de la rame, portent de grands autocollants roses ou violets, où figure la mention Kereta Khusus Wanita.
En 2012, la Compagnie des chemins de fer indonésiens a ouvert un train réservé aux femmes dans l'objectif d'étendre la protection des passagères face aux harcèlements sexuels. Ces trains portent eux aussi de grands autocollants roses et violets avec la mention Kereta Khusus Wanita. Les voitures du train sont toutes réservées aux voyageuses et les hommes ne montent pas à bord. Ce service prend fin en mai 2013 à cause de la saturation des voitures mixtes aux heures de pointe, tandis que les voitures pour femmes n'attirent pas assez de voyageuses.

### Iran
Il existe des voitures réservées aux femmes à Téhéran et à Machhad,,.

### Japon

#### Précédents historiques

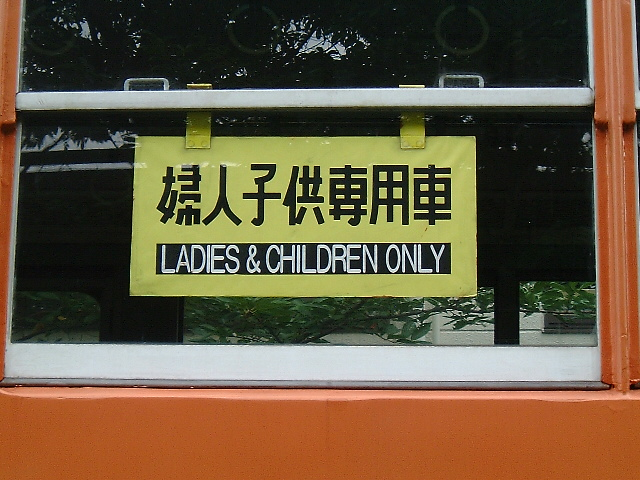
Écriteau autrefois apposé sur une voiture de la ligne Chūō.

Les cas les plus anciens de voitures pour femmes au Japon avaient cours en 1912 sur ce qui, aujourd'hui, correspond à la ligne Chūō : elles sont établies aux heures de pointe pour séparer les étudiantes de leurs homologues masculins,. Surnommé les « trains de fleurs », ce service a pris fin pendant la Seconde Guerre mondiale. Il existait aussi des tramways pour femmes à Kobe en 1920 et, dans les années 1930, Hankyu Corporation a instauré des trains spéciaux pour les écolières qui effectuaient le changement entre Kobe et Nishinomiya
En 1947, des voitures réservées aux femmes et aux enfants sont instaurées sur la ligne Chūō et sur la ligne Keihin-Tōhoku. À cette époque, la saturation de ces lignes aux heures de pointe était si grave que, souvent, les femmes et les enfants étaient physiquement incapables d'embarquer. Ces voitures réservées sont restées en activité sur les trains du matin de la ligne Chūō jusqu'en 1973.

#### Situation actuelle

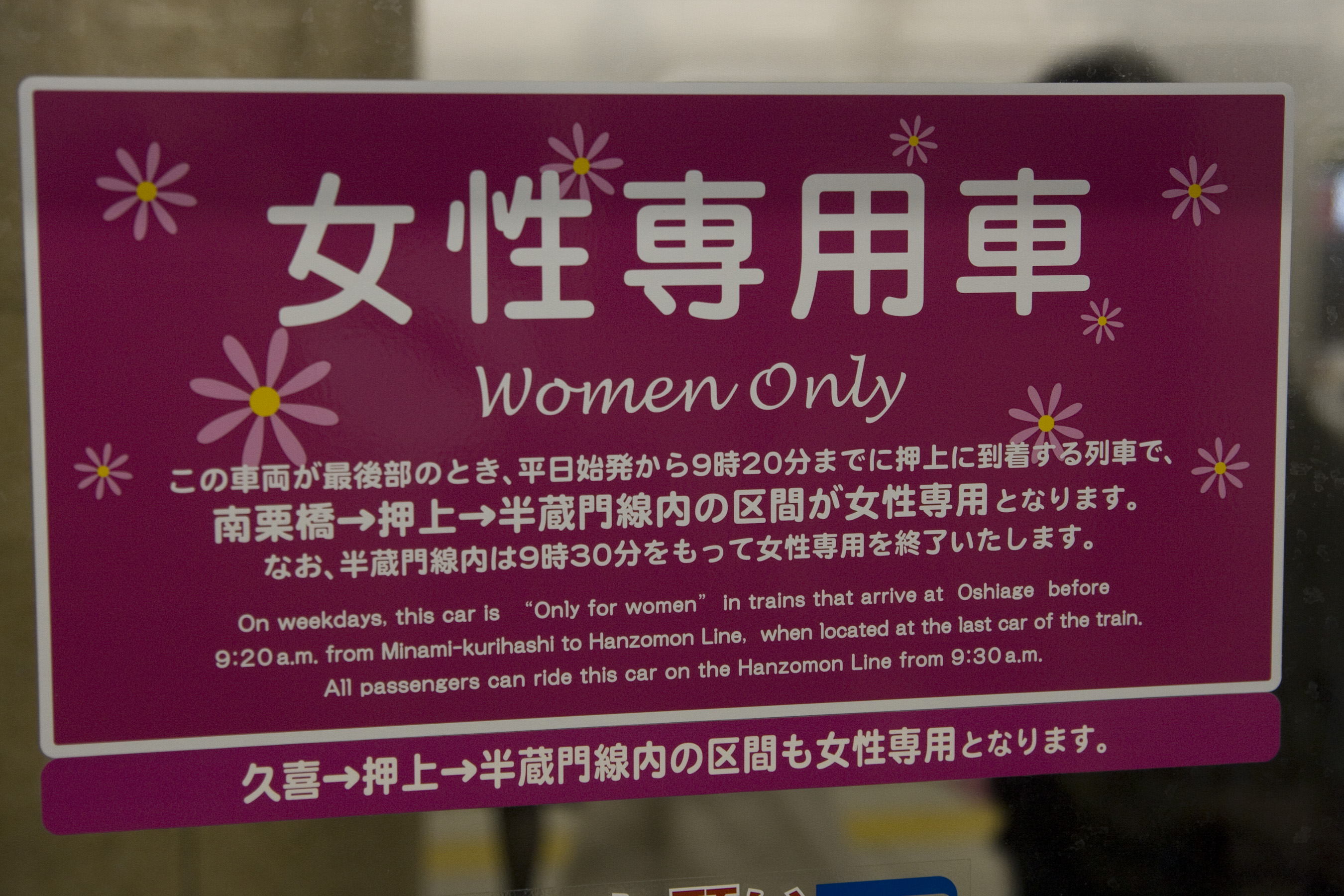
Écriteau « réservé aux femmes » dans le métro de Tokyo.

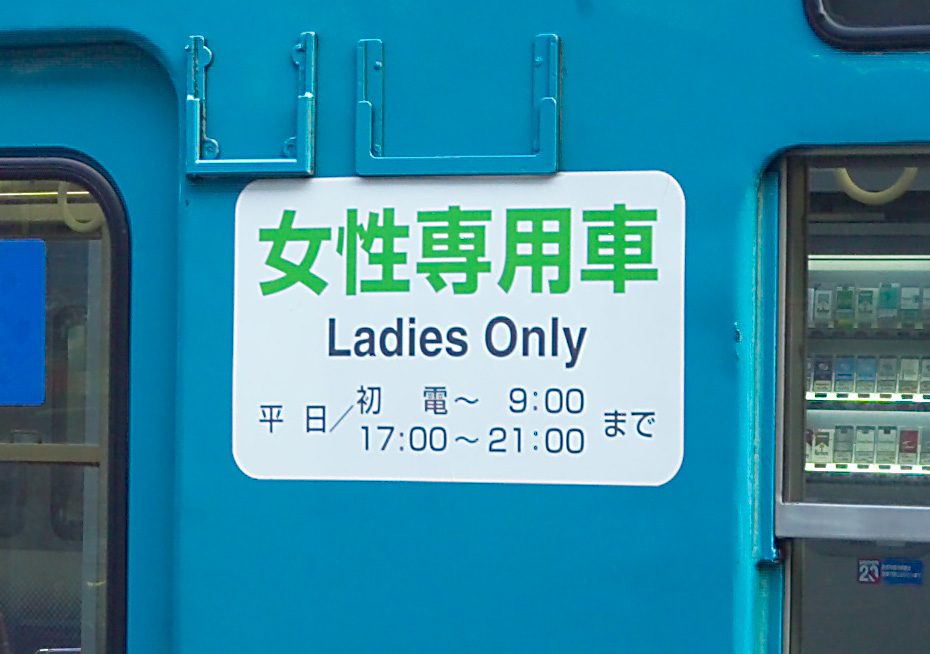
Écriteau sur une voiture de métro.

Les voitures réservées aux femmes sont ouvertes pour lutter contre des comportements obscènes, notamment les attouchements sexuels (voir chikan). Les attouchements dans les trains emplis de foule constituent un problème au Japon : d'après l'Agence nationale de police et le ministère de la Justice, le nombre d'attentat à la pudeur dans les rames de métro, à l'échelle du Japon entre 2005 et 2014, s'élèvent chaque année à nombre compris entre 283 et 497,. La police et les sociétés de transport y ont réagi avec des campagnes d'affichage pour sensibiliser les voyageurs et en durcissant les peines, mais ces initiatives n'ont pas jugulé la délinquance. En 2004, la police de Tokyo annonce que les attouchements dans les transports publics ont triplé en huit ans.
En décembre 2000, Keiō Corporation, qui gère les trains entre Tokyo et ses alentours, propose à titre d'essai des voitures réservées aux femmes aux heures tardives en raison des plaintes relatives aux attouchements commis par des hommes ivres pendant la période festive du bōnenkai (en). Weio lance des trains comportant des voitures pour femmes aux heures tardives à plein temps en mars 2001. En juillet 2001, l'East Japan Railway Company suit le même exemple sur la ligne Saikyō, qui relie Tokyo à la préfecture de Saitama et qui a acquis une triste réputation en raison des attouchements qui se produisent dans les transports saturés et dont les intervalles entre les arrêts durent longtemps. L'année suivante, ce service s'étend aux heures de pointe en soirée.
En juillet 2002, la West Japan Railway Company devient la troisième société au Japon qui aménage des voitures réservées aux femmes. La même année, deux autres réseaux des environs d'Osaka — Hankyu Corporation et Keihan Electric Railway — ouvrent à leur tour des voitures pour femmes sur un nombre limité de rames ; Hankyu devient la première société qui établisse des compartiments pour femmes pendant la journée entière. D'autres sociétés de transport d'Osaka suivent le même mouvement. Dans le secteur de Tokyo, les sociétés ont résisté à ce changement pour des raisons logistiques et de crainte que les voitures mixtes ne deviennent surpeuplées, mais en 2005, elles ouvrent des voitures pour femmes aux heures du pointe, après une campagne de sensibilisation et l'inefficacité des mesures majorant les pénalités des contrevenants.
Les voitures réservées aux femmes sont favorablement accueillies par certains : des femmes sont satisfaites d'être à l'abri des auteurs d'attouchements et de diverses odeurs. Des hommes sont contents de ne plus avoir à se soucier de fausses accusations d'attouchements. Toutefois, des voyageurs se plaignent car les voitures mixtes sont encore plus saturées et craignent que les femmes qui y sont présentes soient davantage exposées qu'auparavant. Certains hommes porteurs d'un handicap visuel ont embarqué involontairement dans des voitures pour dames, avant d'être prévenus par les autres passagères, ce qui les a beaucoup embarrassés.

### Malaisie
Le harcèlement sexuel est courant en Malaisie et, depuis 2010, les chemins de fer malais ont instauré des voitures, peintes en rose, réservées aux femmes afin de juguler cette délinquance. Il existe aussi des bus pour femmes à Kuala Lumpur depuis 2010. En 2011, le gouvernement lance un service de taxis réservés aux femmes dans la zone métropolitaine de Kuala Lumpur. Ces taxis sont conduits par des femmes et ils interviennent sur demande d'une usagère.

### Taïwan

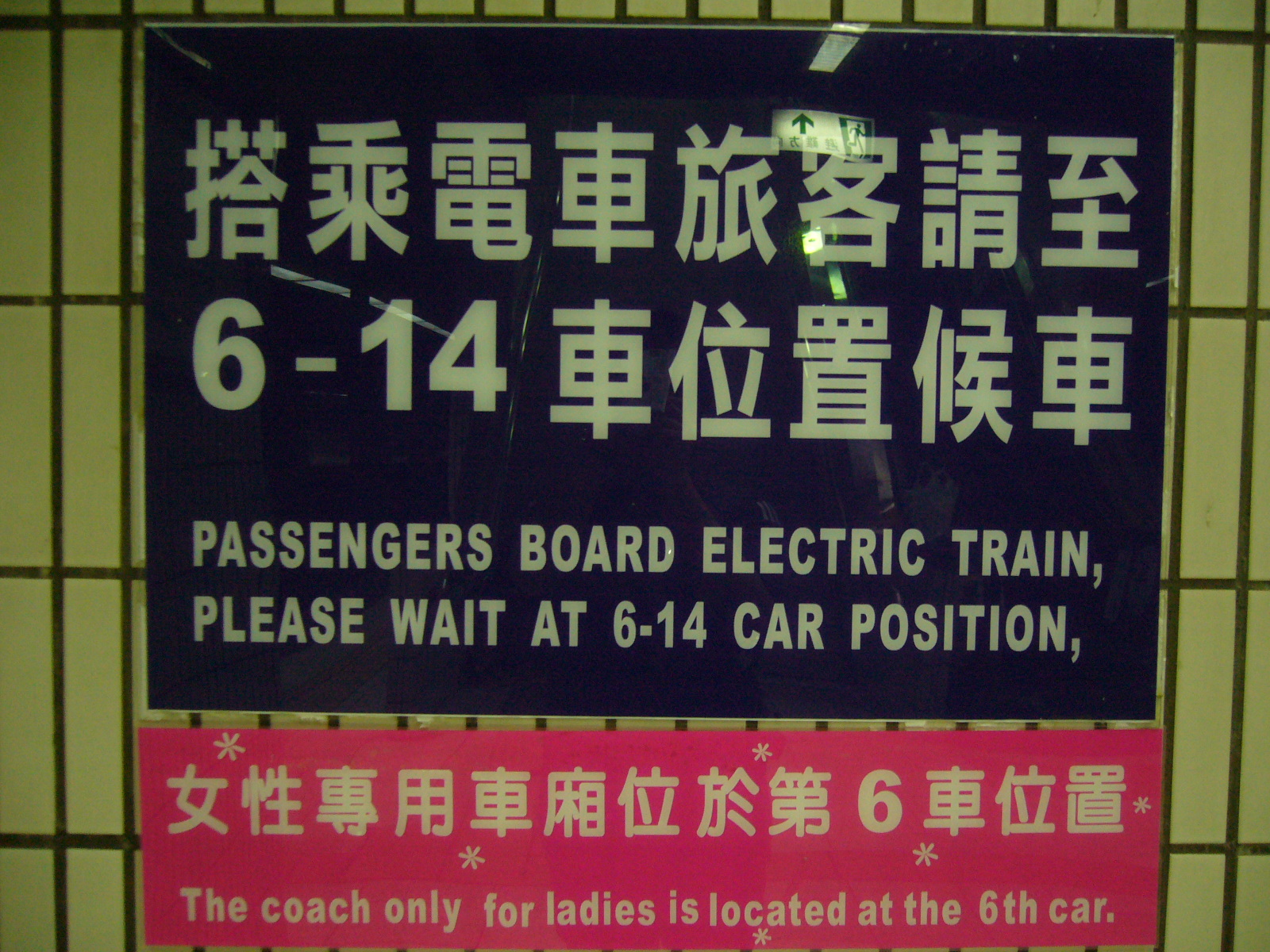
Écriteau de signalisation de la voiture pour femmes à Taïwan, en juin 2006.

Comme le Japon, Taïwan comptait des voitures pour femmes dans la Taiwan Railway Administration (en) en 2006. Toutefois, cette mesure n'ayant pas produit les effets escomptés en termes de séparation des sexes, elles sont annulées au bout de 3 mois,. Il existe des salles d'attente réservées aux femmes à des horaires définis (par exemple, pendant les horaires de nuit dans le métro de Taipei).

### Philippines
Des voitures réservées aux femmes existent à Manille.
Philippe Gougler s'y retrouve dans l'émission Des trains pas comme les autres.

## Europe

### Allemagne
En 2016, des compartiments réservés aux femmes sont instaurés sur les trains régionaux entre Leipzig et Chemnitz. Les passagers y ont réagi de plusieurs manières. Certains trouvaient l'initiative bienvenue car les femmes se sentaient plus en sécurité, d'autres ont estimé que séparer les sexes était une position passéiste et une forme de régression. Actuellement[Quand ?], il a disparu.

### Royaume-Uni
Le dernier compartiment réservé aux femmes du chemin de fer britannique est retiré en 1977.
En septembre 2014, Claire Perry, sous-secrétaire du Département des Transports a évoqué l'éventuel rétablissement des voitures réservées aux femmes lors d'un discours devant le parti conservateur. En août 2015, Jeremy Corbyn, candidat à la direction du parti travailliste, déclare qu'il étudiera l'option d'instaurer ce type de voiture pour lutter contre le harcèlement.